# Alternaria malvae
Alternaria malvae är en svampart som beskrevs av Roum. & Letell. 1885. Alternaria malvae ingår i släktet Alternaria och familjen Pleosporaceae.   Inga underarter finns listade i Catalogue of Life.